# Fernand Vandernotte
Fernand Vandernotte, rancoski veslač, * 12. julij 1902, Tillières, † 20. januar 1990.
Vandernotte je za Francijo nastopil na Poletnih olimpijskih igrah 1932 in 1936.
Leta 1932 je bil z bratom Marcelom v dvojcu s krmarjem izločen v repasažu.
Štiri leta kasneje je v Berlinu nastopil kot član francoskega četverca, ki ga je krmaril njegov dvanajstletni  sin Noël Vandernotte. 